# 张宝娟
张宝娟（1967年9月—），女，汉族，江苏南京人，1990年8月参加工作，1994年10月加入中国共产党，中华人民共和国政治人物。

## 人物经历
曾担任江苏省退役军人事务厅厅长、中共扬州市委书记。
2023年1月，当选为江苏省人大常委会副主任。